# تخت سلیمان (شهر)
تخت سلیمان، شهری در بخش تخت سلیمان شهرستان تکاب استان آذربایجان غربی ایران است. این شهر، مرکز بخش تخت سلیمان است.
این شهر در ۴۰ کیلومتری شهر تکاب قرار دارد و از شرق به مجموعه آثار باستانی تخت سلیمان، از جنوب و غرب به ارتفاعات طویله کوه محدود می‌شود.

## مردم‌شناسی
مردم این شهر، به زبان‌های ترکی و کردی سخن می‌گویند؛ همچنین دین مردم این شهر اسلام با مذاهب تشیع و تسنن است.
تولید صنایع دستی از قبیل گلیم و فرش در میان زنان این شهر رواج دارد.

## جمعیت
بر پایه سرشماری عمومی نفوس و مسکن در سال ۱۳۹۵، جمعیت شهر تخت سلیمان برابر با ۸۵۱ نفر (۲۳۵ خانوار) بوده‌است.